# استان هونگ ین
استان هونگ ین (به لاتین: Hưng Yên Province) یک استان در ویتنام است که در منطقه دلتا رود قرمز واقع شده‌است.

## خصوصیات
استان هونگ ین ۹۲۳٫۱ کیلومترمربع مساحت و ۱٬۱۲۰٬۳۰۰ نفر جمعیت دارد.